# Lee Enfield no 4
Adopté en 1939 comme successeur du Lee-Enfield Mark III, le Lee Enfield n° 4 fut le fusil de la British Army et du Commonwealth pendant la Seconde Guerre mondiale.

## Présentation
Le Lee Enfield no 4 était chargé par deux lames de cinq cartouches de 7,7 mm (.303 British). Il était apprécié des soldats britanniques pour sa précision et par sa capacité, soit dix coups dans un chargeur amovible. Le canon possède cinq rayures à gauche ; la hausse est graduée jusqu'à 1 189 m. Cette arme était à répétition manuelle par verrou. Sa principale version, le no 4 Mk. I, fut produite en masse de 1942 à 1945 en Grande-Bretagne, au Canada et aux États-Unis.

## Variantes anglaises
- Le Fusil N°4 est à l'origine de la Lee-Enfield No 5 MK1 "Jungle Carbine" ou du rare no 7 fabriqué à 2 500 exemplaires ainsi que de fusils de précision (Lee-Enfield L42A11 utilisé notamment lors de la Guerre des Malouines).
- Il est aussi décliné en version d'entraînement (Lee Enfield N+ 8 en calibre 22). Ce fusil ne pèse que kg
- Les armes encore en stock en 1956 furent converties en 7,62 OTAN, par la firme Sterling, lors de l'adoption du fusil semi-automatique L1A1 et eebaptisés Fusil L8. La série de fusils L8 se composait de fusils L8A1 (fusils n° 4 Mk2 convertis), de fusils L8A1 (T) (fusils n° 4 Mk 1 (T) convertis), [ 83 ] de fusils L8A2 (fusils n° 4 Mk1/2 convertis), de fusils L8A3 (fusils n° 4 Mk1/3 convertis), de fusils L8A4 (fusils n° 4 Mk1 convertis) et de fusils L8A5 (fusils n° 4 Mk1* convertis). Jugés peu précis par les troupes britanniques, ces fusils armèrent les réservistes et par les organisations de cadets  jusqu'en 1980 environ. Enfin, un millier d'entre eux ont été vendus à la Sierra Leone et quelques autres ont été utilisés en Nouvelle-Zélande.

### Variantes canadiennes
Entre 1941 et 1945, plus de 1 500 000 fusils Lee-Enfield N°4 Mk1* sont fabriqués au Canada. par une nouvelle société d’État, Small Arms Limited (SAL), située à Long Branch, à l’ouest de Toronto (Ontario). Ces Lee-Enfield N°4 Mk1* sont majoritairement fournis aux Alliés et parachutés aux nombreux mouvements de résistance dans l'Europe occupée par les nazis.

## Diffusion

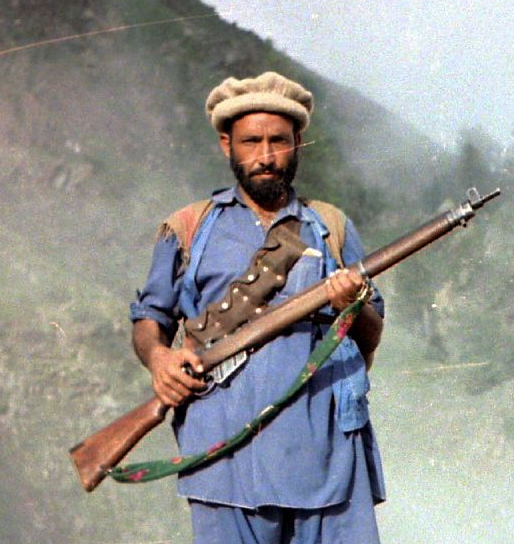
Un moudjahidine afghan portant une Lee-Enfield N°4 durant la guerre contre les Soviétiques (cliché pris en août 1985).

Entre 1940 et 2006, les fusils Lee Enfield n° 4 ont été réglementaires ou ont servi d'armes d'appoint aux forces armées, polices ou guérillas de nombreux pays. Par ailleurs, ils ont été utilisés :

### Europe
- Allemagne de l'Ouest (RFA) (1955)
- Belgique
- Danemark
- France
- Irlande
- Italie
- Luxembourg
- Norvège
- Pays-Bas
- Portugal
- Royaume-Uni
- Grèce (1952)
- Pologne (Résistance et Forces polonaises libres entre 1939 et 1945)
- Yougoslavie

### Afrique
- Afrique du Sud
- Algérie (ALN)
- Botswana
- Gambie
- Égypte
- Ghana
- Kenya
- Lesotho
- Malawi
- Maurice
- Nigeria
- Ouganda
- Rhodésie du Sud
- Seychelles
- Sierra Leone
- Eswatini
- Tanzanie
- Zambie

### Amérique du Nord
- Canada

### Asie et Océanie
- Afghanistan
- Australie
- Bangladesh
- Brunei
- Cambodge
- Chine (avant 1949)
- Hong Kong (Police royale et troupes coloniales)
- Inde
- Indonésie (armes prises aux Hollandais)
- Israël
- Laos
- Malaisie
- Nouvelle-Zélande
- Pakistan
- Singapour
- Sri Lanka